# 熊猫环岛

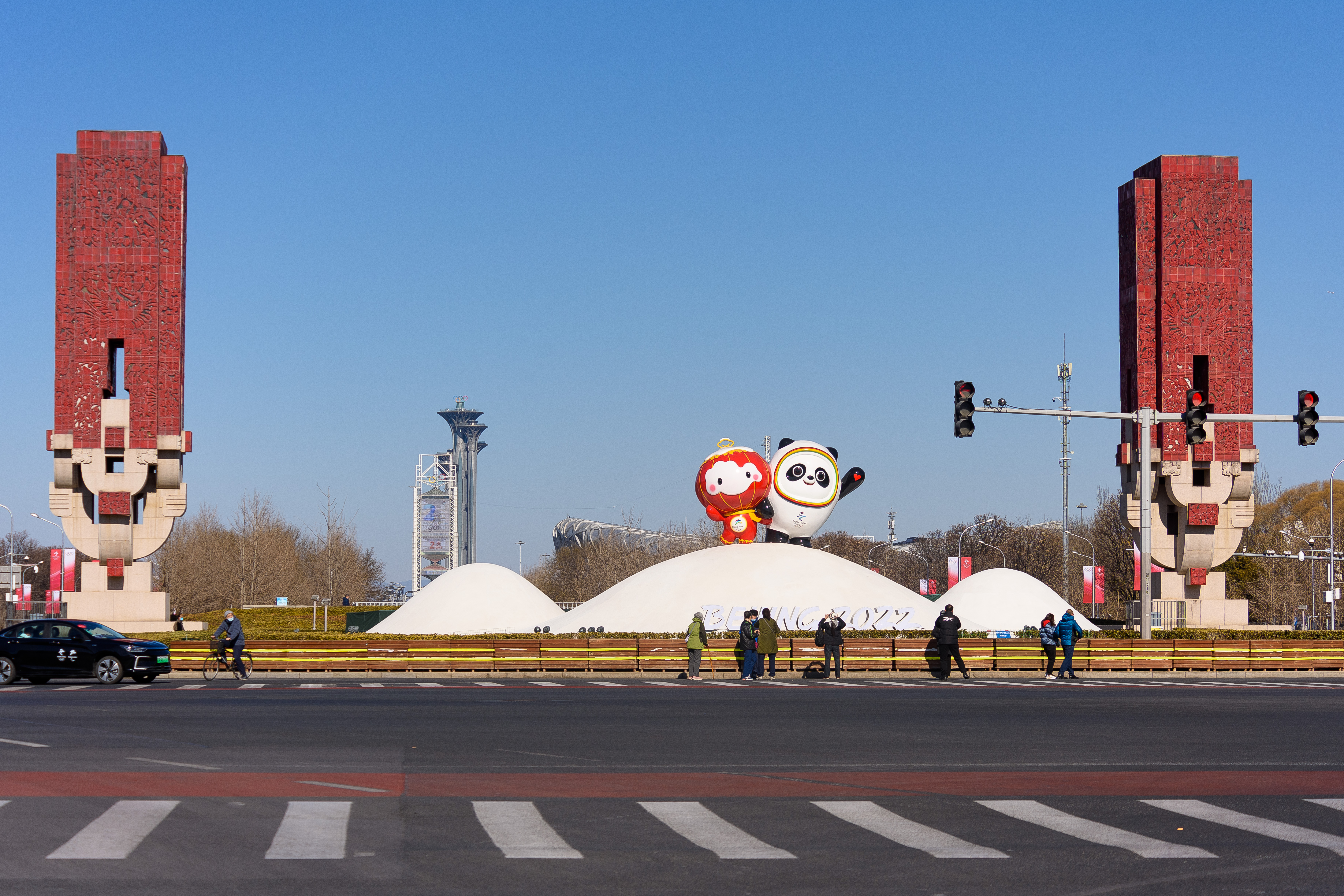
熊猫环岛原址现为十字路口，北侧为冰墩墩和雪容融雕塑

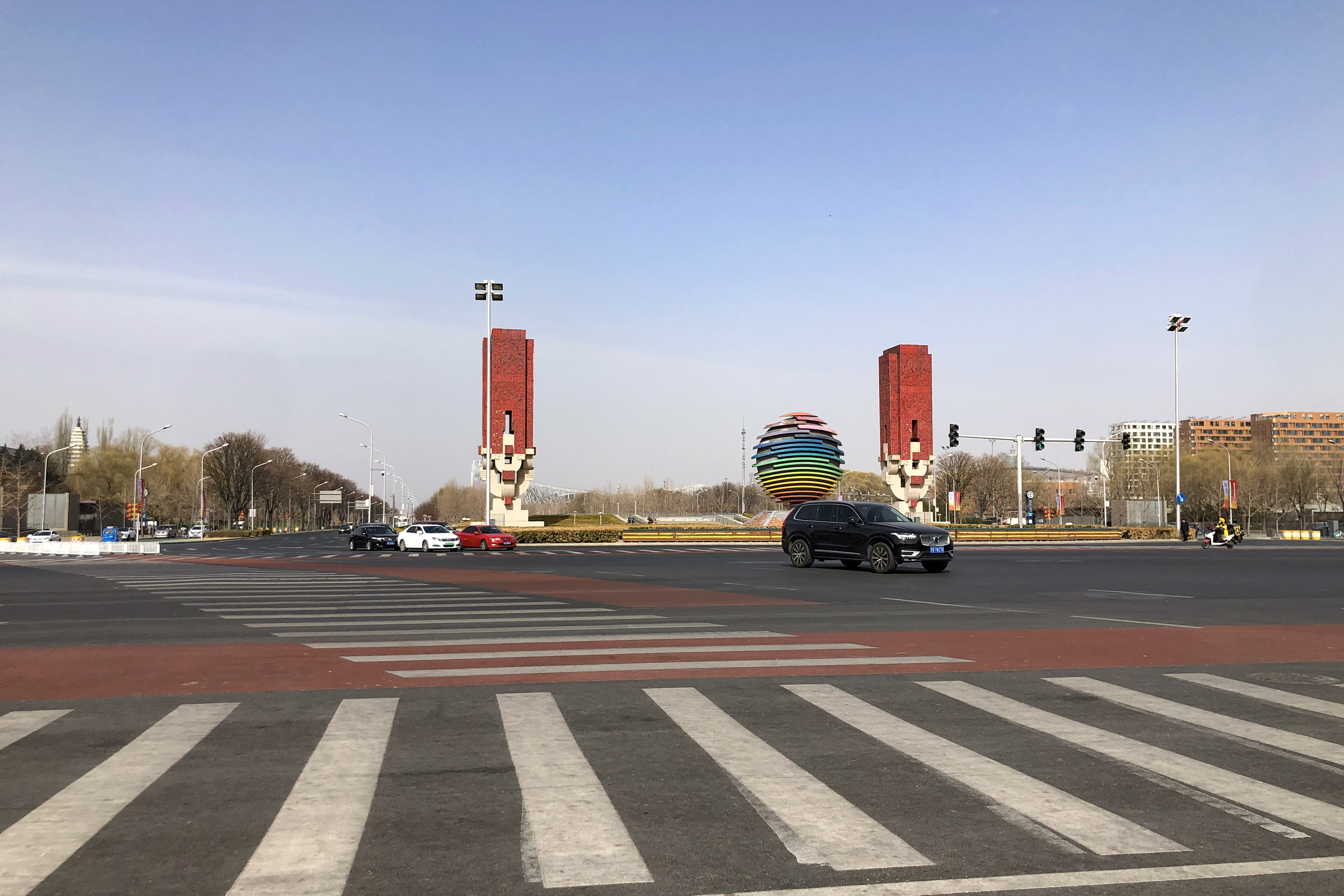
北土城路口北侧曾为2014年中国APEC峰会标志雕塑

熊猫环岛是一个已经拆除的环岛，位于北京市朝阳区，北辰路和北土城西路－北土城东路交汇处。1990年亚洲运动会时，四川省赶制了一座吉祥物盼盼的汉白玉雕塑，立于这一环岛上，因此环岛被称为“熊猫环岛”。2005年4月，为了修建地铁站，雕塑被切割拆解，虽然当时新闻报道曾说要原址复建，但是后来不了了之，环岛也改成了十字路口。
2022年1月10日，2022年冬奥会和冬残奥会吉祥物冰墩墩和雪容融的雕塑在北土城路口北侧竖立，由此再次有熊猫雕塑出现于熊猫环岛原址。